# Stenopogon parksi
Stenopogon parksi är en tvåvingeart som beskrevs av Stanley Willard Bromley 1934. Stenopogon parksi ingår i släktet Stenopogon och familjen rovflugor.
Artens utbredningsområde är Texas. Inga underarter finns listade i Catalogue of Life.